# Ельке (провінція)
Провінція Ельке (ісп. Provincia de Elqui) — провінція у Чилі у складі області Кокімбо. Адміністративний центр — Кокімбо.
Включає в себе 6 комун.
Територія — 16 895,1 км². Населення — 365 371 осіб. Щільність населення — 21,63 осіб/км².

## Географія
Провінція розташована на півночі області Кокімбо.
Провінція межує:
- На півночі — провінція Уаско
- На сході — провінція Сан-Хуан (Аргентина)
- На півдні — провінція Лимар
- На заході — Тихий океан

## Адміністративний поділ
Провінція включає в себе 6 комун:
- Андакольйо. Адмін. центр — Андакольйо.
- Кокімбо. Адмін. центр — Кокімбо.
- Ла-Ігуера. Адмін. центр — Ла-Ігуера.
- Ла-Серена. Адмін. центр — Ла-Серена.
- Пайгуано. Адмін.центр — Пайгуано.
- Вікунья. Адмін. центр — Вікунья.

## Демографія
Згідно з відомостями, зібраними у ході перепису 2002 року. Національним інститутом статистики (INE), населення провінції становить:
| Все населення | 365 371 осіб | 100 % |
| ------------- | ------------ | ----- |
| Міське        | 325 565      | 89,11 |
| Сільське      | 39 806       | 10,89 |
| Чоловіки      | 178 492      | 48,85 |
| Жінки         | 186 879      | 51,15 |

Щільність населення 21,63 чол/км². Населення провінції становить 60,57% від населення області і 2,42% від населення країни.

## Найбільші населені пункти
| №  | Населений пункт | Категорія | Населення осіб (2002) | Чоловіче населення осіб | Жіноче населення осіб | Територія км² |
| -- | --------------- | --------- | --------------------- | ----------------------- | --------------------- | ------------- |
| 1  | Кокімбо         | місто     | 148438                | 71180                   | 76482                 | 41,82         |
| 2  | Ла-Серена       | місто     | 147815                | 71179                   | 76636                 | 65,59         |
| 3  | Вікунья         | місто     | 12910                 | 6284                    | 6626                  | 4,68          |
| 4  | Андакольйо      | місто     | 9444                  | 4671                    | 4773                  | 3,34          |
| 5  | Тонгой          | селище    | 4435                  | 2232                    | 2203                  | 2,17          |
| 6  | Серрільйос      | село      | 1674                  | 830                     | 844                   |               |
| 7  | Гуанакерос      | селище    | 1395                  | 732                     | 663                   | 2,62          |
| 8  | Альтовальсоль   | село      | 1169                  | 594                     | 575                   |               |
| 9  | Ла-Ігера        | селище    | 1080                  | 553                     | 527                   | 0,62          |
| 10 | Ривадавія       | село      | 1075                  | 562                     | 513                   |               |
| 11 | Пайгуано        | село      | 952                   | 461                     | 491                   |               |
| 12 | Ель-Тамбо       | село      | 952                   | 490                     | 462                   |               |
| 13 | Іслон           | село      | 933                   | 453                     | 480                   |               |
| 14 | Кокімбито       | село      | 892                   | 456                     | 436                   |               |
| 15 | Альгароббіто    | село      | 871                   | 432                     | 439                   |               |
| 16 | Ель-Мілагро     | село      | 837                   | 398                     | 439                   |               |
| 17 | Серес           | село      | 755                   | 387                     | 368                   |               |
| 18 | Пералільйо      | село      | 733                   | 370                     | 363                   |               |
| 19 | Нуєва-Талькуна  | село      | 727                   | 379                     | 348                   |               |
| 20 | Лурдес          | село      | 726                   | 354                     | 372                   |               |

| Чилі | Це незавершена стаття з географії Чилі. Ви можете допомогти проєкту, виправивши або дописавши її. |